# 水橋型兩棲登陸艇

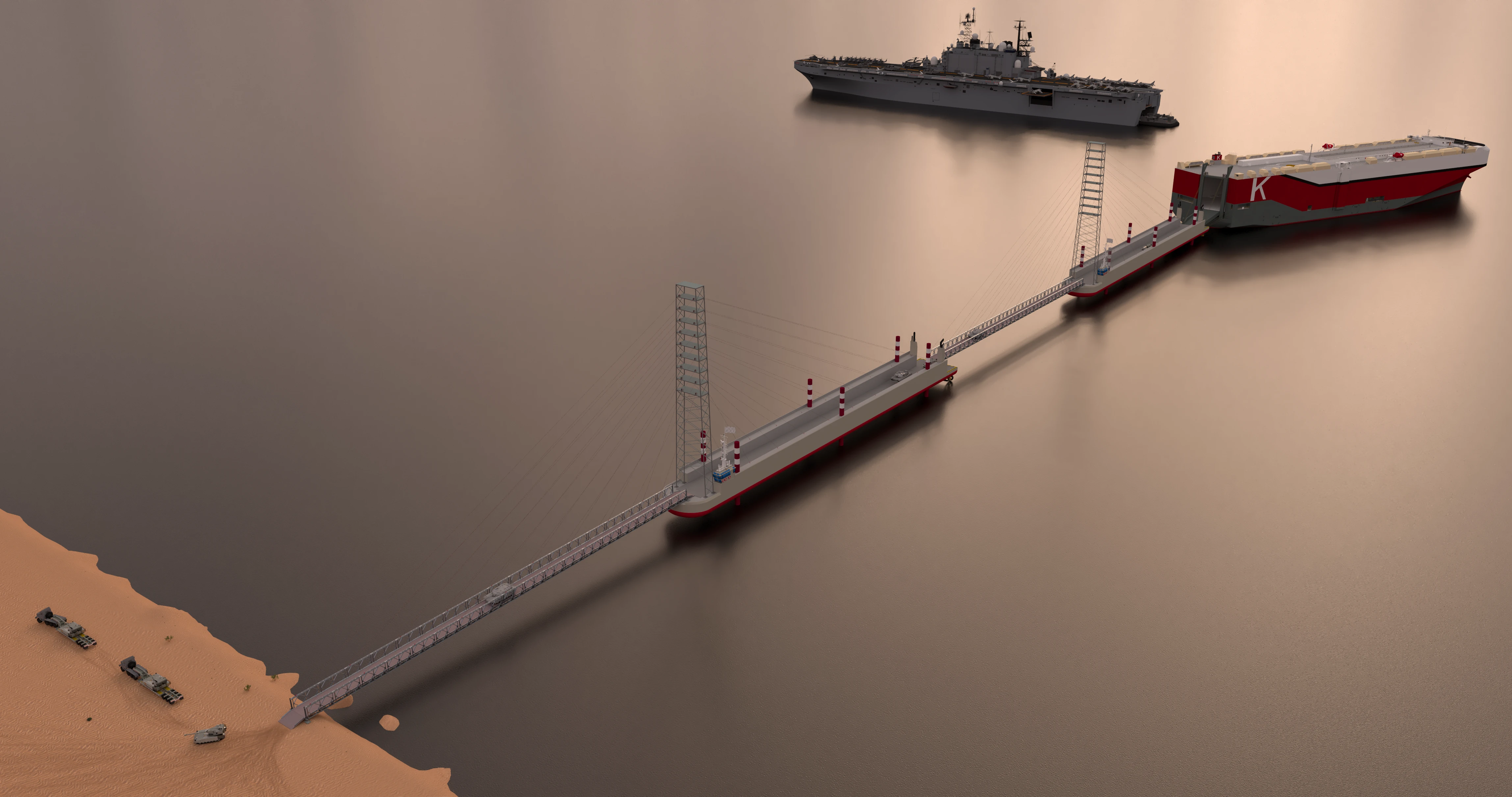
藝術家對登陸艇的概念圖

水橋型兩棲登陸艇，是中國船舶工業集團為中國人民解放軍海軍建造，帶有專用裝備的兩棲突擊自升式駁船，其被美國海軍戰爭學院引用分析人士暫命名為「水橋型」。該三艘一組的駁船可組成從深水區延伸至岸邊的棧橋與臨時碼頭。目前已觀察到兩組駁船，其中第一組於2025年3月展開海上測試。
這型駁船的設計融合倍力橋技術。2025年1月，有三艘駁船被發現停靠在廣州中船防務。衛星影像顯示，該駁船系統於2025年3月在中華人民共和國南部海域進行測試，當時駁船會將支腿降至海底形成穩固平台，再展開橋體，建構出通往陸地的碼頭與棧道。
外界普遍推測，這些駁船與中華人民共和國可能發動的對台灣入侵計畫有關，為其「中國統一」戰略的一環。軍事網站《Naval News》指出，多數海軍分析師一致認為這些駁船將用於兩棲登陸行動，並認為這項技術「讓中國能靈活選擇新的登陸點，增加對手防禦難度」，甚至可以將坦克直接輸送至沿岸公路，而避開傳統上守備森嚴的灘頭陣地。
一段拍攝於湛江海灘、長達19秒的駁船影片曾在微信上傳播，但很快被刪除。《衛報》2025年3月的一篇報導稱其為「水橋型艦」。中國海事研究院戰略學教授安德魯·埃里克森表示，這些駁船是「針對台灣入侵情境專門打造」，顯示出「習近平領導下的中國，對以任何手段吞併台灣的決心與認真態度」。